# Rhabdomastix omeina
Rhabdomastix omeina là một loài ruồi trong họ Limoniidae. Chúng phân bố ở miền Cổ bắc.